# Jolanthe Marès
Jolanthe Marès (auch: Iolanthe Marès, Yolande Maree, Pseudonyme für Selma Reichel; * 1868; † nach 1934) war eine deutsche Schriftstellerin.

## Leben
Jolanthe Marès war Verfasserin einer Reihe von zwischen 1914 und 1934 erschienenen Sittenromanen. Ihr erfolgreichstes Werk war der Roman Lillis Ehe, der bereits 1919 eine Auflage von 60.000 Exemplaren erreichte. Dieses Buch bildete auch die Grundlage für Ernst Lubitschs 1924 gedrehten Film Three Women.
Jolanthe Marès' Gesamtwerk stand 1938 auf der vom NS-Regime erstellten Liste des schädlichen und unerwünschten Schrifttums.

## Werke
- Lilli, Berlin 1914
- Lillis Ehe, Leipzig [u. a.] 1914, verfilmt 1924 unter dem Titel Drei Frauen, Regie: Ernst Lubitsch.
- Begierde, Berlin 1916
- Seine Beichte, Berlin 1919[3]
- Das große Unrecht, Berlin 1919
- Die fremde Frau, Berlin 1920
- Mütterreigen, Berlin 1920
- Verschenktes Leben, Berlin 1921
- Stationen der Liebe, Leipzig 1922
- Die Sünderin, Leipzig 1922
- Elegantes Pack, Berlin 1925, im gleichen Jahr als Elegantes Pack verfilmt.
- Inge – seine Frau, Berlin 1927
- Dela Steinthal, Leipzig 1930
- Die Männer um Sibylle Wengler, Berlin 1930
- Die Mausefalle Liebe, Berlin 1932
- Sonja Holms Ehe, Reutlingen 1932
- Unsterbliche Liebe, Berlin 1933
- Meine Frau und ich, Halle 1934